# Кобза Вересая
Ко́бза Вереса́я, або Вереса́ївська ко́бза — добре описана в літературі кобза відомого українського кобзаря Остапа Вересая, а також інструмент такого класу (традиційний народний або сучасна реконструкція) взагалі: лютнеподібний округлий симетричний струнно-щипковий, з кількома струнами на широкому грифі без ладів, на яких грали, притискаючи їх до грифу, та кількома приструнками на корпусі, на яких грали в арфоподібний спосіб. Була досить поширена в Україні до середини XIX століття, з часом втратила популярність на користь бандури. В 1980-х роках інструмент, спосіб гри на ньому та репертуар були реконструйовані сучасними дослідниками.

## Історія вивчення

### Перші дослідження кобзи Вересая

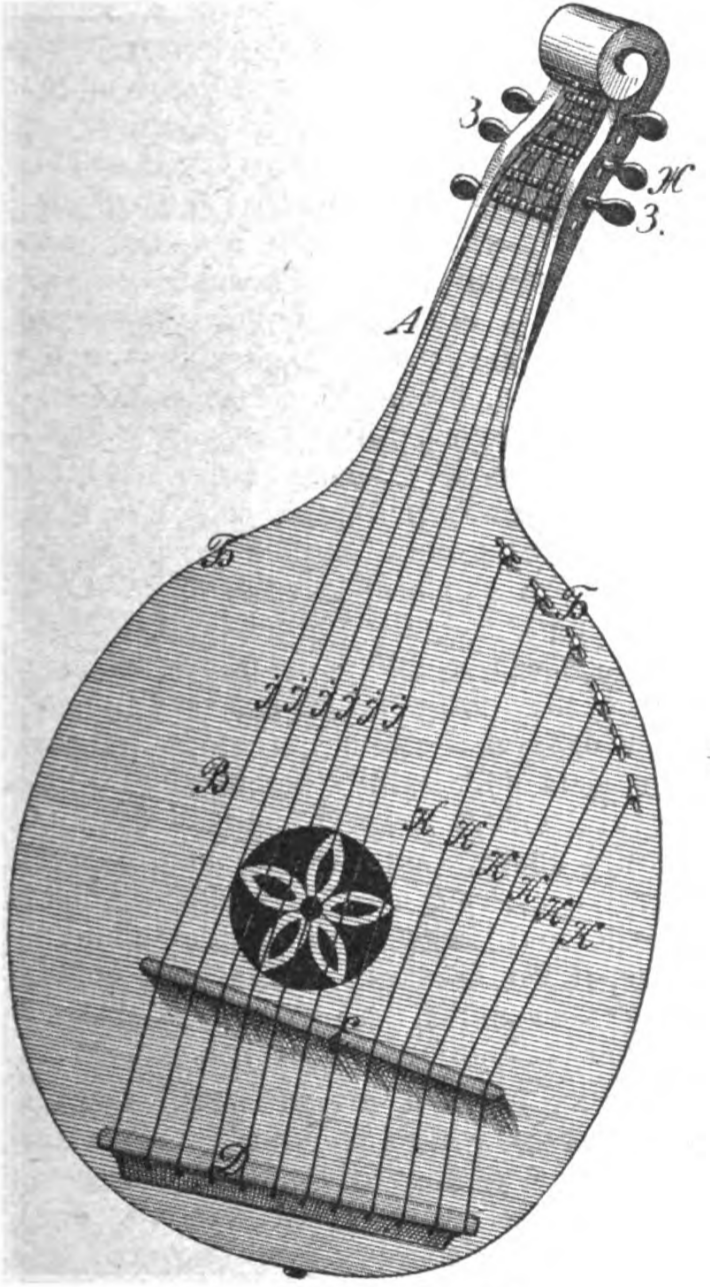
Ілюстрація «Кобза — Бандура» до статті Лисенка в часописі «Зоря» (1894).

Першим дослідником, що описав кобзу Вересая, був Микола Лисенко. Його розвідка «Характеристика музыкальных особенностей малорусскихъ думъ и пѣсень, исполняемыхъ кобзаремъ Вересаемъ», надрукована разом із записами репертуару Вересая в 1878 році в брошурі «Кобзарь Остапъ Вересай его музыка и исполняемыя имъ народныя пѣсни», містила короткі етнографічні відомості, опис інструменту, способу гри на ньому, обережні спроби провести паралелі з аналогічними інструментами інших народів.
За Лисенком кобза Вересая, або бандура, як він також її називає, зовнішньою формою схожа на іспанську гітару. Зазначивши, що конструкція інструменту, імовірно, дуже давня, Лисенко також згадує грецьку «пандуру», китайську та індійську «бину», кримськотатарську «бзуру»:36. Також він зауважує, що кобза, яка розглядається, не є типовим представником щодо якості, форми та матеріалу, оскільки кобзар продав стару кобзу музею і наскоро зробив нову за допомогою столярів з корпусом зі звичайної осикової миски, в той час як справжній інструмент зазвичай робиться з цільного куска деревини липи:36.
У часописі «Зоря» стаття Лисенка «Народні музичні струменти на Вкраїнї» так описує кобзу — бандуру, маючи на увазі саме кобзу, подібну до кобзи Вересая:

| Бандура складаєть ся з недуже довгого, але широкого грифа, званого ручка (А). Ручка кіпчить ся на низ довгим на впів овальним кузовом. Овал кобзи, або спідняк єсть випуклий і зпід споду подібний до видовбаного гарбуза. Округлість овала кобзи, наче вінця у мисці, висуваєть ся трохи в бік. В їй попроверчувані дїрочки, а в їх встромляні кілочки. Кілочки цї натягують короткі струни у кобзї. Округлість кобзи зветь ся „брямка“ (Б). Верхня настілка на овалу зветь ся „верхня́к“ (В.) або „дейка“ [з нїмецького Decke]. По серединї дейки прорізана кругла дїрка — „голосни́к“, що голос видає (Г.). Вподовж нижньої части брямки, супроти ручки, пророблена деревляна полоска, міцно прикріплена до брямки — се єсть „пристру́нник“ (полуґриф) (Д.) До його навязані усї струни кобзи. Струни навязують ся, як у скрипцї, до полуґрифа, або приструнника, котрий утримуєть ся дротом зацїпленим за деревяний ґудзик [пупок]. Пупок уверчений зпід споду, під дейкою, у спідняку[2]:19. |
| Межи приструнником та голосником лежить кобилка (Е) — поріжок з дерева; на їй лежать усї 12 струн. Ручка кінчить ся у горі головкою (Ж). В нїй сидять кілочки (З), а на їх наверчують ся струни[2]:19. |
| Звичайна кобза має 12 струн; 6 довгих і товстих струн натягнені від приструнка вподовж усїєї ручки і в головцї наверчені на кілочки. Цї 6 довгих струн звуть „бунтами“ (І.) [з нїмецького Bünd]. Перші 4 довги струни — баси. Перша з краю лївого зроблена з овечої кишки, й обвинена т. зв. „сухозло́тицею“[a]; 2-га і 3-тя те-ж баси і те-ж кишкові струни; 4-та мідяна, дротова; 5-та звана терция, а 6-та при́йма, обидві кишкові, римські, себ-то з ки́шок прозорих висчого сорту[2]:19. |
| Остатнї 6 коротких струн звуть ся „при́струнки“ (Н.). Всї вони кишкові. У Вересая вони були мідяні, для того що ввесь кузов кобзи за малий був і мідяні струни начепляні задля більшої гучности[2]:19. |
1. ↑  металевою ниткою

### Схожі інструменти

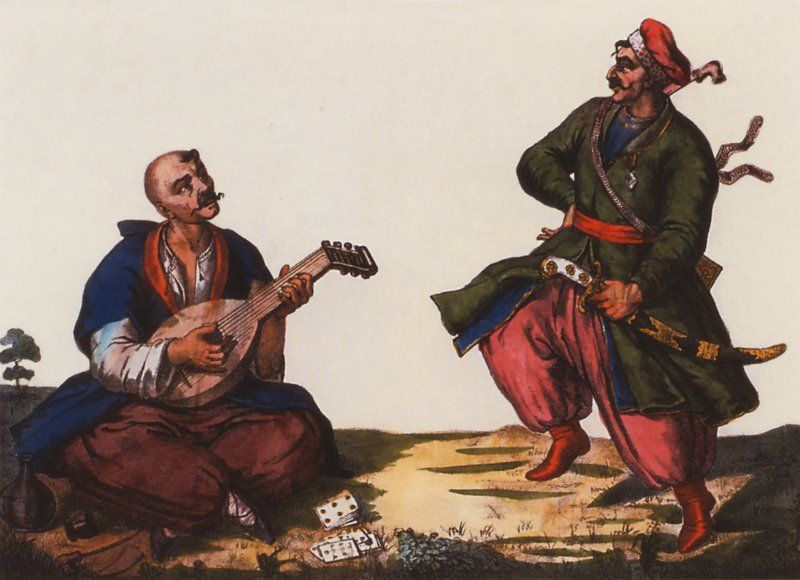
«Козаки розважаються» Тимофія Калинського (1778-1782)

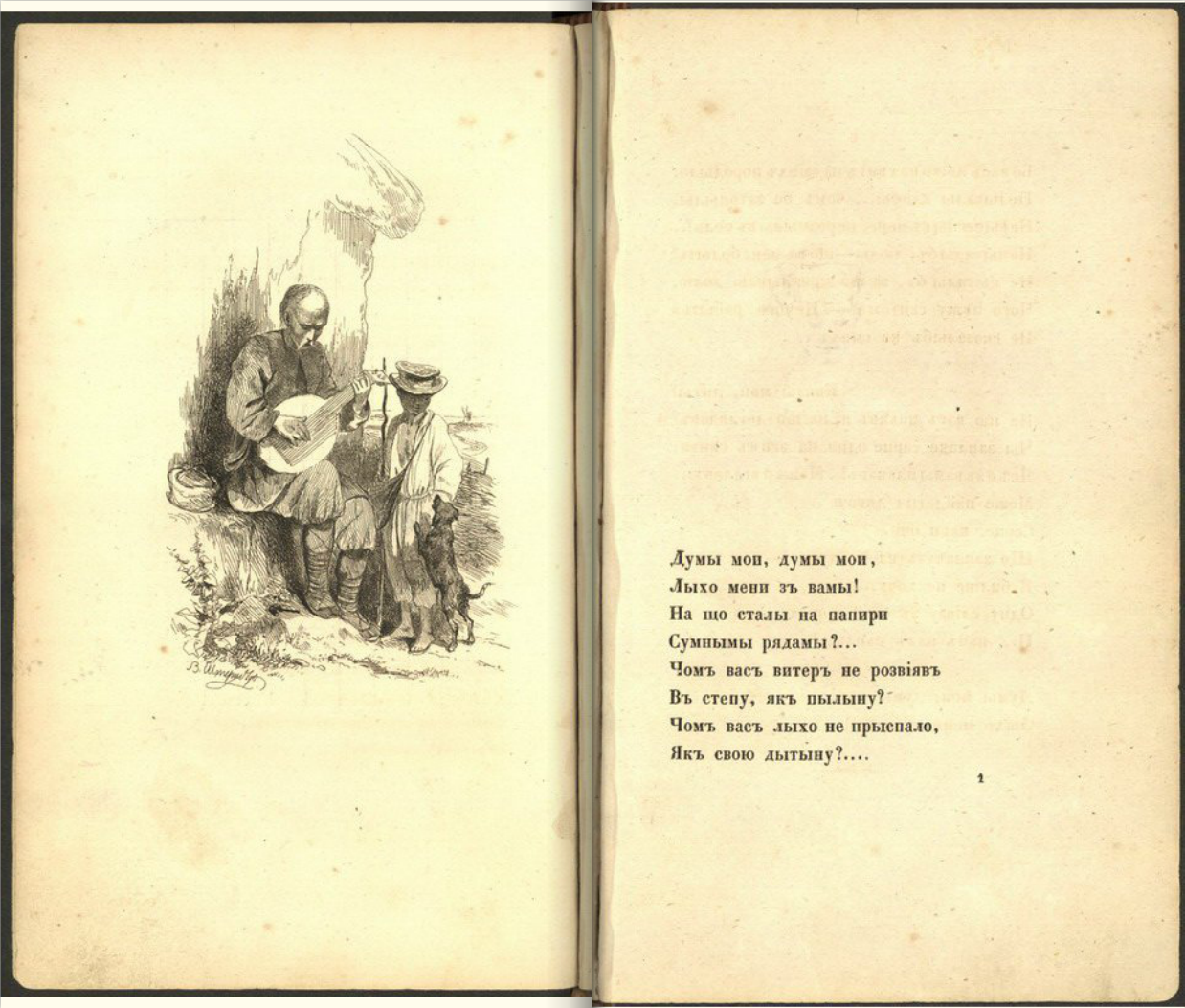
«Кобзар» Василя Штернберга (перед 1840).

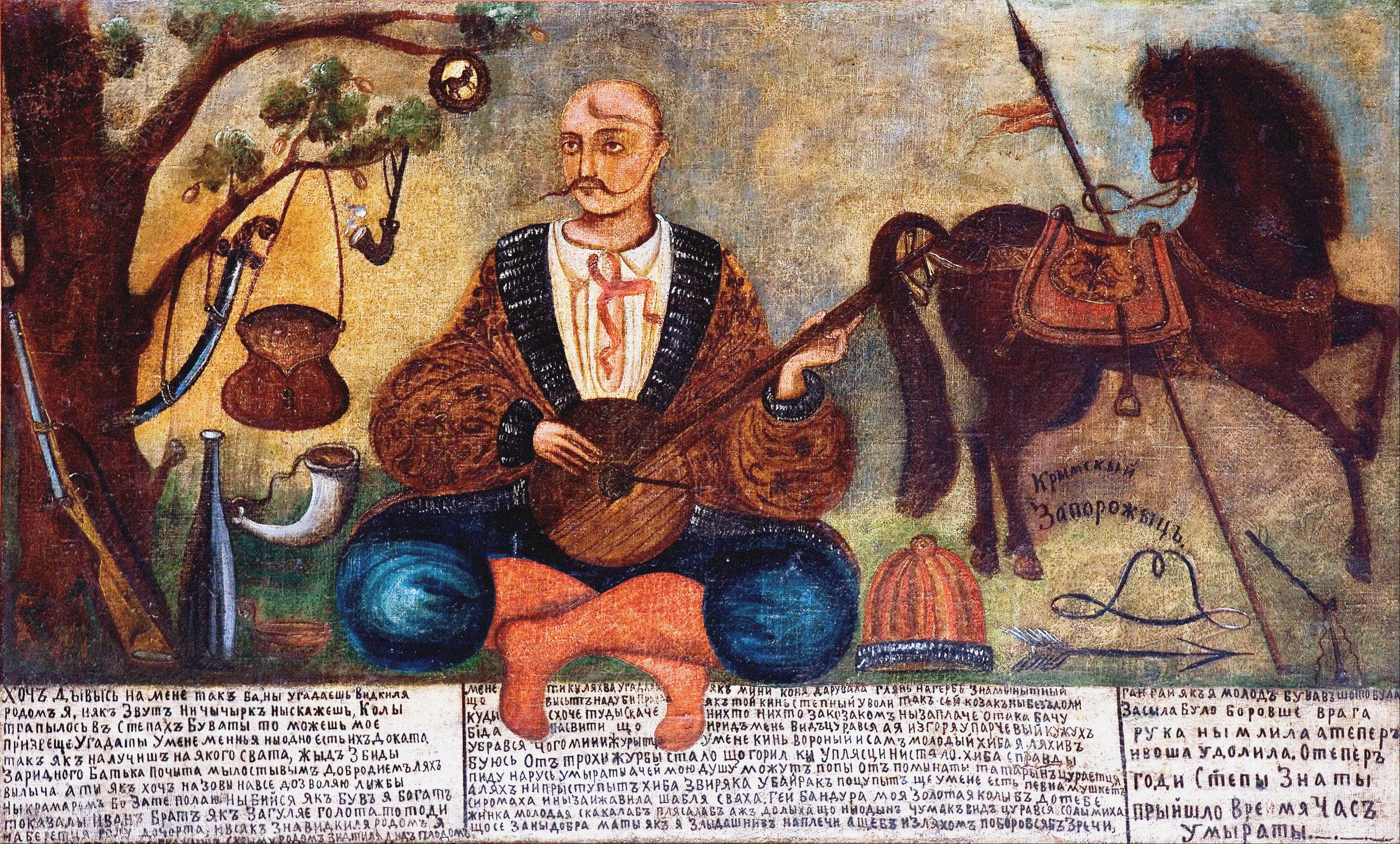
«Козак Мамай» невідомого художника, кін. 1780-х — поч. 1800-х

Кобза Вересая не була унікальним інструментом такого типу. Відомі й інші екземпляри, але у другій половині XIX-го століття вони потроху виходили з вжитку і траплялись лише зрідка. Кушпет відносить до них кобзи Тараса Зінченка та Павла Конопленка-Запорожця:37. Слід, однак, зауважити, що вони відрізнялися від вересаївської, хоча й не були традиційними арфоподібними бандурами.

#### Кобза Тараса Зінченка
Оксана Кобилонка з села Миколаївка на Полтавщині переповідала Мартиновичу про 10-струнну кобзу (6 басів та 2 струни для мелодії по грифу і 2 приструнки) Тараса Зінченка, званого «Кобзарем»: 
| Вісім струн дротяних; малих дві на тонкий голос; а восім було великих: а як гра, то хвата, хвата з перебором... Восім великих, а дві малих: десять струн усіх... кругла: аршин ширини, а ручка на гвинтах і товщини з долоню, а сама кругом аршин, значит у „хрест“, кругла значить вона, а ручка сама аршин з четвертю... у чотири пальці шириною... по цей бік струн коликом дірочка, продухвинка та шо голос видає, і по той бік струн одна: дві їх... на кругу — на вкосяк підложена під струни на вкосяк...[11]:36-37 |
Про ту ж таки кобзу Хоткевич, посилаючись на Мартиновича, пише, що приструнків вона не мала, натомість мала лади:171.

#### Кобза Павла Конопленка-Запорожця
До того ж типу кобз Володимир Кушпет відніс кобзу з 12-ма струнами (8-ма по грифу і 4-ма приструнками), описану в книзі Павла Конопленка-Запорожця «Кобза і бандура», яку той отримав в подарунок від нащадка запорожців Потапенка в 1902 році:49 році. За словами попереднього власника їй було тоді 150 років:47.
Тим не менш, кобза Конопленка-Запорожця, здається, була трохи іншого типу, з ладами та довгим грифом: 
| ...із довгою ручкою, з 10 струнами, але з механізмом на 12 струн (8 по грифу, а 4 приструнки по дейці) та з однією головкою в формі орла, — то була кобза[13]:45… примітивної обробки. Довбана з верби, овальної форми, з довгою ручкою (грифом), механізмом на 12 струн і мала всього 6 ладів. Отже 8 струн ішли по грифу, а 4 струни по дейці. Жодних знаків по грифу, як у гітарах, поміж ладами не було[13]:48. |

#### Кобзи зі старовинних малюнків
Схожі на кобзу Вересая інструменти можна побачити і на старих малюнках, серед яких:
- Відомий малюнок «Козаки розважаються» Тимофія Калинського (1778–1782) з книги Олександра Рігельмана[14].
- Малюнок «Кобзар» Василя Штернберга з обкладинки першого видання «Кобзаря», 1840[15].
- деякі зображення козака Мамая (зустрічаються зображення інструмента як з коротким і широким, так і з довгим грифом; як з приструнками, так і без них; з ладами і без)[12]:144,145,146,147,149,171.

### Кобза чи бандура
Уже перший дослідник кобзи Вересая Микола Лисенко одночасно називав її і кобзою, і бандурою, вважаючи, що це назви одного й того самого інструменту:35-36. Пізніше, в статті «Народні музичні струменти на Вкраїні», вперше надрукованій у 1894 році, він уже писав обережніше: 
| За нашіх часів кобзу вважають за один і той самий струмент, що й бандуру. Кобзар та бандурист, ці два назвиська не розрізнюють більше ... був час, коли ці два струменти відрізняли ся.[2]:17 |
Сам Вересай так пояснював Мартиновичу:

| По мужицькому, «кобза», а по паньському «бандура»[11]:33. |
Тієї ж самої думки, що кобза — це і є бандура, трималися й інші дослідники того часу, серед них Микола Грінченко, Дмитро Ревуцький, Андрій Гуменюк та багато інших:33.
Деякі дослідники (перш за все Олександр Фамінцин) вважали, що термін кобза стосується давнього втраченого народного інструменту, що сходить до тюркського «кобузу» — струнно-щипкового інструменту з круглим корпусом, довгим грифом і малою кількістю струн:32-33. Своєю чергою бандуру Фамінцин вважав запозиченням із заходу:152-159. З його подачі ці твердження потрапили і в деякі редакції авторитетного Музичного словника Рімана: в статті «Bandura:83-84» як зразок для опису інструменту використовується саме кобза Вересая, з грифом і невеликою кількістю струн, попри те, що поширенішими в ті часи були багатострунні арфоподібні бандури, а в статті «Kobsa:653» вказується на східне її походження, від двострунної половецької кобзи.

#### Бандура
За Хоткевичем, який спирався на старовинні графічні джерела, первісна кобза мала вузьку шийку, подовгастий корпус, невеличку кількість струн і лади. Далі вона еволюціонувала в напрямках:
- збільшення кількості струн
- уширення ґрифу
- укорочення його
- округлення корпусу.

З часом ця еволюція призвела до втрати ладів і застосування приструнків, які своєю чергою зробили лади непотрібними:145.
Запозичення він завзято заперечував, присвятивши немало місця спростуванню тверджень Олександра Фамінцина про запозичення бандури від англійців:152-159, а кобзи від половців:148-150. Бандуру, як назву інструменту в новітні часи, Хоткевич вважав не більш ніж синонімом кобзи, що ввійшов в ужиток і з часом, особливо в нові часи, майже остаточно замістив стару назву — кобзу:

| ... назва бандура вже була, а інструмент ще зостався кобза. Музиканти... називали свій інструмент бандурою, а себе бандуристами; таким чином... один інструмент мав дві назви[12]:163. |
Відповідно, кобза Вересая за Хоткевичем — примітивна нерозвинута бандура з малою кількістю приструнків, в грі на якій Вересай зберігав ще «властивості кобзи:200». Інша ознака, що він вважав її архаїчною, — симетрична форма корпусу і симетричне ж розташування на ній ручки. Свою бандуру  замовив з асиметричним розташування ручки, щоб мати можливість використати під струни всю деку, на якій розмістив 8 струн та 23 приструнки — скільки влізло:189-190.
Довгий час погляд на вересаївську кобзу як на архаїчну бандуру зберігався і в радянському музикознавстві, де набував часом зовсім примітивних форм. Так в книзі «Народні співці-музиканти на Україні» можна побачити не менш ніж сумнівне твердження: 
| І справді І. Кравченко-Крюковський був кращим кобзарем [ніж Вересай]. На його бандурі було двадцять вісім струн, а на бандурі Вересая — лише дванадцять[17]:112. |

#### Кобза
Попри те, що відмінності в грі на кобзі Вересая і звичайній арфоподібній бандурі були відомі ще Хоткевичу, який з посилаючись на К. Ф. У. О. писав:

| Звідси довідуємося, що Вересай придавлював «струни». Але які? Очевидно, бунти. Значить, Вересай зберіг ще властивості кобзи, хоч ладів на ручці, як бачимо на малюнку, вже не було[12]:200. |
але визначальною для класифікації інструменту він вважав його конструкцію.
Ці погляди було піддано критиці сучасними дослідниками в 1980-х роках. Майстер Микола Будник в 1983 році відтворив кобзу Вересая, а Володимир Кушпет реконструював техніку гри на ній та репертуар і сприяв її відродженню та популярізації.
За Кушпетом, який в цілому поділяє думку Хоткевича про походження традиційної української бандури XIX-го століття від старовинної лютнеподібної кобзи, аналоги якої відомі й іншим народам, завдяки суто українському винаходу — пристрункам, вважає, що кобза Вересая — це не проміжний етап еволюції кобзи і тим більш не примітивний варіант бандури, а абсолютно самостійний інструмент, кінцевий результат еволюції кобзи в народному середовищи, фактично — кобза в тому вигляді, в якому вона дожила до XIX-го століття.
Як головні аргументи на користь класифікації кобзи Вересая як окремого від традиційної бандури інструменту ним наводяться наступні:
- Самостійна конструкція: менший, симетричний корпус з меншою кількістю приструнків.
- Самостійний стрій.
- Самостійна техніка гри.

Зрозуміло, що і конструкція, і стрій, і техніка гри дуже пов'язані між собою.
На всіх струнах традиційної бандури гра ведеться в арфоподібний спосіб, коли кожна струна (без перенастроювання) може видавати лише один звук. Тому для повноцінного відтворення мелодії бандура вимагає якомога більшої кількості приструнків, що зумовлює використання великого, в порівнянні з кобзою, корпусу і використання асиметрічної його форми у Хоткевича.
У той же самий час на кобзі Вересая гра йде переважно в лютнеподібний спосіб — перетисканням струн на грифі, що дозволяє видобувати з однієї струни кілька звуків і зменшує необхідність в приструнках, яких у кобзи менше, ніж у бандури, а в первісній кобзі взагалі немає. В свою чергу, мала кількість приструнків дозволяє залишити корпус інструменту малим та симетричним.

### Сучасний стан

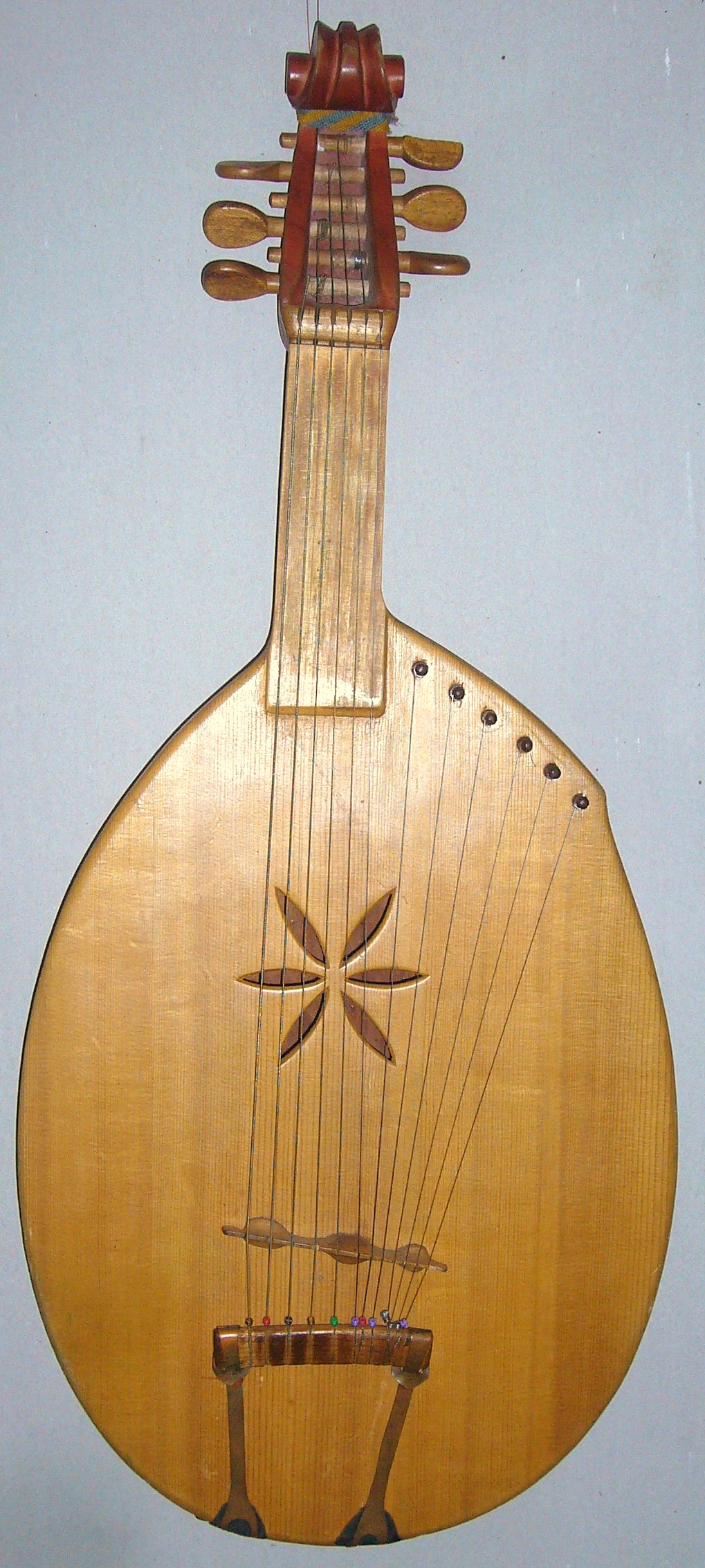
Вересаївська кобза. Майстер — Микола Будник, 1994 р.

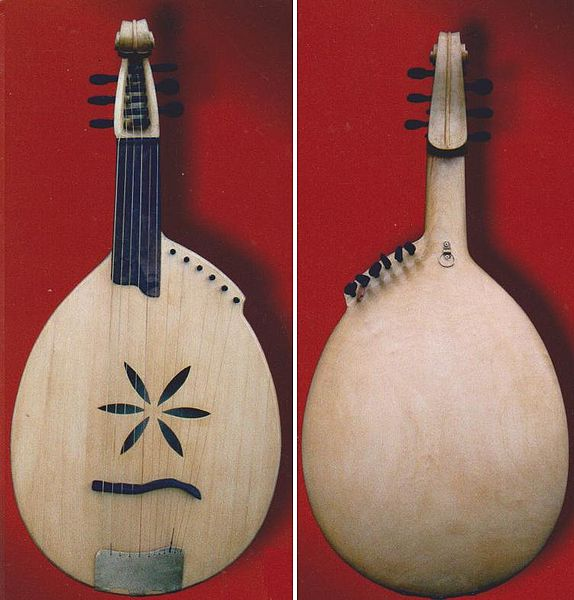
Сучасна вересаївська кобза роботи Руслана Козленка.

Зараз, після понад ста років забуття, реконструйована кобза Вересая отримала нове життя і знов стала живим інструментом. На ній грають Володимир Кушпет та його учні, кобзарі Тарас Компаніченко, Олексій Кабанов, Едуард Драч, Тарас Постніков та інші.

## Конструкція
Вересаївська кобза — безладовий лютнеподібдний інструмент з гладким корпусом (спідняком чи нижньою декою) з цільного шматка дерева в одному масиві з грифом (ручкою), вкритим монолітною верхньою декою (верхняком), що повторює обриси корпуса й грифа. Має шість струн на грифі (бунти) й шість на корпусі (приструнки). В сучасних вересаївських кобзах на грифі робиться додаткова накладка під струни з твердішого дерева для більшої довговічності верхньої деки. Спідняк робиться з червоної верби, клена, ясена. Верхняк зазвичай з хвойних порід. Накладка на гриф і кілки — з твердої деревини, найчастіше акації, а струнотримач — з листової міді чи латуні.
Остап Вересай використовував у струнному наборі комбінацію жильних і металевих струн. Металевими були приструнки, що, можливо, пояснюється необхідністю підняти їх гучність в умовах малого корпусу:19. Єдиною металевою на грифі була струна соль (4-та), що, імовірно, пояснюється частим використанням кварто-квінтової педалі, яка виконується 2-м пальцем правої руки на 3-й та 4-й струнах грифу (ре — соль, ре — ля) і необхідністю вирівняти гучність відкритої кишкової і закритої металевої струни (4-ї):66.

## Стрій
Кобза Вересая має наступний стрій: струни на грифі (бунти) — соль, до, ре, соль, ля, ре; струни праворуч від грифа (приструнки) — соль, ля, сі, до-дієз, ре, мі. Настроювалась кожна кобза під голос власника, оскільки використовувалась для акомпанування його співу. Чотири перші струни на грифі — це «баси» або «баски» (соль, до, ре, соль), інші дві мають окремі назви — «терція» та «прийма». Назви їх пояснюються функціями, що вони виконують: «прийма» — основна струна для виконання мелодії, «терція» — використовується для терційної гармонізації:40.

### Розташування нот
Попри безладовість інструменту, реконструйована кобза має сім умовних ладів. Розташування нот на них та на приструнках подано нижче:5,8:
| струни | лади | лади      | лади | лади      | лади      | лади | лади      | лади |   | підструнки | підструнки | підструнки | підструнки | підструнки | підструнки | підструнки | підструнки |
| струни | 0    | I         | II   | III       | IV        | V    | VI        | VII  |   | підструнки | підструнки | підструнки | підструнки | підструнки | підструнки | підструнки | підструнки |
| 6      | D4   | D♯4 / E♭4 | E4   | F4        | F♯4 / G♭4 | G4   | G♯4 / A♭4 | A4   | 6 | E5         |            |            |            |            |            |            |            |
| 5      | A3   | A♯3 / B♭3 | B3   | C4        | C♯4 / D♭4 | D4   | D♯4 / E♭4 | E4   | 5 | D5         |            |            |            |            |            |            |            |
| 4      | G3   | G♯3 / A♭3 | A3   | A♯3 / B♭3 | B3        | C4   | C♯4 / C♭4 | D4   | 4 | C5 / C♯5   |            |            |            |            |            |            |            |
| 3      | D3   | D♯3 / E♭3 | E3   | F3        | F♯3 / G♭3 | G3   | G♯3 / A♭3 | A3   | 3 | B4         |            |            |            |            |            |            |            |
| 2      | C3   | C♯3 / D♭3 | D3   | D♯3 / E♭3 | E3        | F3   | F♯3 / G♭3 | G3   | 2 | A4         |            |            |            |            |            |            |            |
| 1      | G2   | G♯2 / A♭2 | A2   | A♯2 / B♭2 | B2        | C3   | C♯3 / D♭3 | D3   | 1 | G4         |            |            |            |            |            |            |            |

1. ↑  Автентичний стрій має тут до-дієз, проте Кушпет радить до для початківців[18]:6

Такий стрій дозволяє грати на кобзі в різних тональностях: соль мажор, соль мінор, до мажор, до мінор, ре мажор, ре мінор тощо:41:8.

## Методика гри
На кобзі грають сидячи, інструмент тримають нахиленим, як при грі на гітарі. Іноді — коли виконував танцювальні твори — Вересай тримав кобзу вертикально, щоб мати можливість пританцьовувати.
Ліва рука охоплює гриф, пальці притискають великі струни на грифі або щипають приструнки. Права рука — перебирає струни. Для видобуття більш гучного звуку Вересай використовував пристрій, схожий за функцією на сучасний «штучний ніготь» — широке металеве кільце, «наперсток», надягнене на 2-й палець (правої руки), в яке вставлено виструганий шматочок дерева («кісточка») з лози або горіха. Такий пристрій звільнював 1-й палець для гри на басах, а також дозволяв виконувати тремоло рухом 2-го пальця вперед — назад, що використовувалось для підтримання довгих нот під час співу дум та псалмів.
Звуковидобування відбувалося ковзанням чи ударом по струні, після якого палець опинявся на сусідній, що давало більш гучний звук порівняно зі щипком, а також давало опору пальцю, важливу для незрячої людини:2,6:61-62:84.

## Репертуар
Традиційний репертуар Вересая частково був зафіксований Павлом Чубинським та Олександром Русовим і надрукований у брошурі «Кобзарь Остапъ Вересай его музыка и исполняемыя имъ народныя пѣсни». Складався він із 22 творів для кобзи (ще два — «Прошение» і «Благодарение» — «„причитання“ Вересая при выпрашиваніи милостини» — виконувались без акомпанементу), які Лисенко умовно поділив на три жанри:
- «Думы»
  1. «Дума про бурю на Чорному морі»
  2. «Як три брати з Азова втікали»
  3. «Про вдову і трох синів»
  4. «Отчим»
  5. «Невольницька»
  6. «Дума про Хведора Безродного»
- «Пѣсни религіозно-нравственнаго содержанія»
  1. «Правда»
  2. «Пісьня, що по нещастью живучи на світі співають»
  3. «Про страшний суд (Михайлові псалма)»
  4. «Блудящий Син»
  5. «До часьнёго живого чоловіка»
  6. «О Муках Христа»
  7. «Великий мій жалю!»
  8. «Миколай»
  9. «Про страшний час»
  10. «Розтрявання души з тілом»
  11. «Пустельник (Скительник) и Пьятниця»
- «Пѣсни сатирическаго содержанія»
  1. «Щиголь (Наташине вессілля)»
  2. «Дворянка»
  3. «Хома та Ярема»
  4. «Кисіль»
  5. «Бугай»

Окрім вищезгаданих Вересай також виконував й інші твори: думи («Сокіл і соколя», «Проводи козака», «Івась Коновченко»), сатиричні та жартівливі пісні («Про Правду і Кривду», «Про бідного Кирика»), побутові й танцювальні пісні («Дудочка», «Козак-валець», «Ой їхав, не заїхав», «Циганочка» та інші). Взагалі, українські кобзарі зберігали спільну виконавчу традицію і репертуар, тож велика кількість творів пізніше була реконструйована для виконання на кобзі Вересая. Наразі, разом із авторськими, їх кількість в репертуарі інструменту рахується на сотні.

## Дискографія інструменту
- «Кто кріпко на Бога уповая» Псальми та канти Кобзарський цех., — CD-альбом («Оберіг XXI», 2003.)
- Едуард Драч Про Славу І Багатство, — CD-альбом (Наш Формат,2011)
- Terra cossacorum — Хорея Козацька та Гуляйгород. Українська традиційна і шляхетська музика XV—XVIII ст. 2010 рік.